# Lanjut
Lanjut is een bestuurslaag in het regentschap Lingga van de provincie Riau-archipel, Indonesië. Lanjut telt 893 inwoners (volkstelling 2010).